# Ford Granada (Ameryka Północna)
Ford Granada – samochód osobowy klasy wyższej produkowany pod amerykańską marką Ford w latach 1975 – 1982.

## Pierwsza generacja

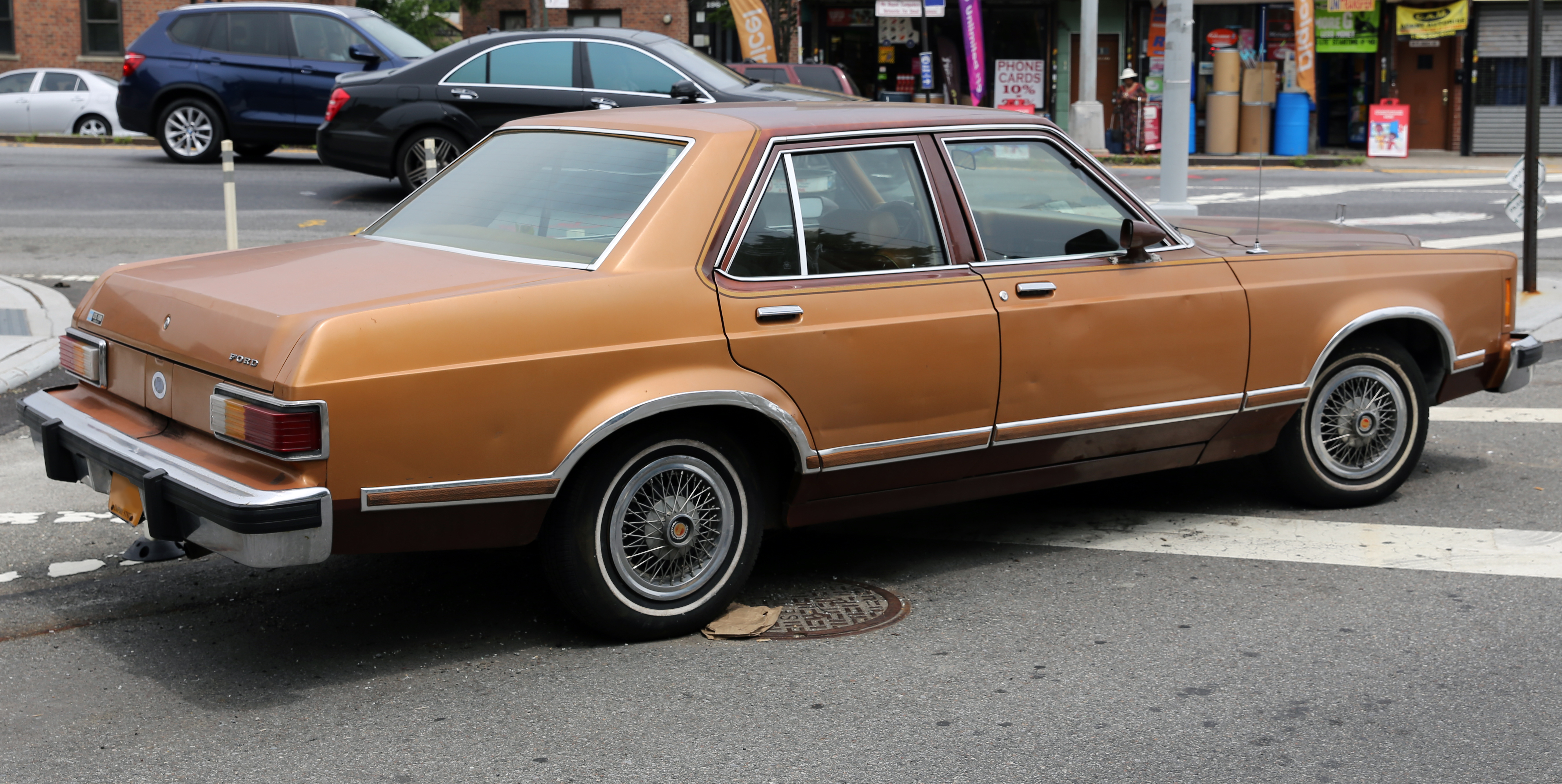
Ford Granada I - tył

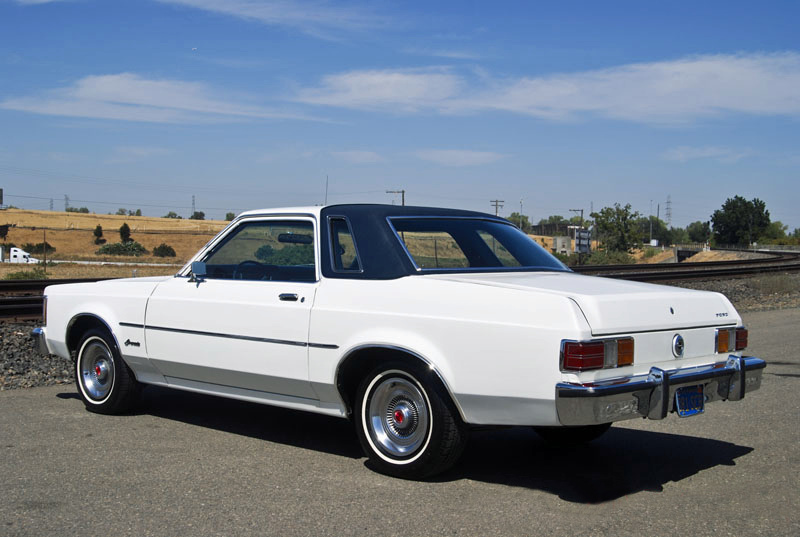
Ford Granada I Coupe

Ford Granada I został zaprezentowany po raz pierwszy w 1975 roku.
W 1975 roku amerykański oddział Forda przedstawił nowy model klasy wyższej, wykorzystując nazwę Granada używaną już wówczas w Europie dla innego, niespokrewnionego modelu. Ford Granada pierwszej generacji wyróżniał się masywną sylwetką z zaokrąglonymi kantami. Przedni pas zdobiła duża, chromowana atrapa chłodnicy, a także kwadratowe wkłady wąsko rozstawionych reflektorów. Nadwozie zdobiło też wiele chromowanych ozdobników.
Gama nadwoziowa składała się z 4-drzwiowego sedana, a także bardziej sportowo stylizowanego 2-drzwiowego coupe z charakterystycznym, dwukolorowym malowaniem nadwozia.

### Silniki
- L6 3.3l
- L6 4.1l
- V8 4.9l
- V8 5.8l

## Druga generacja

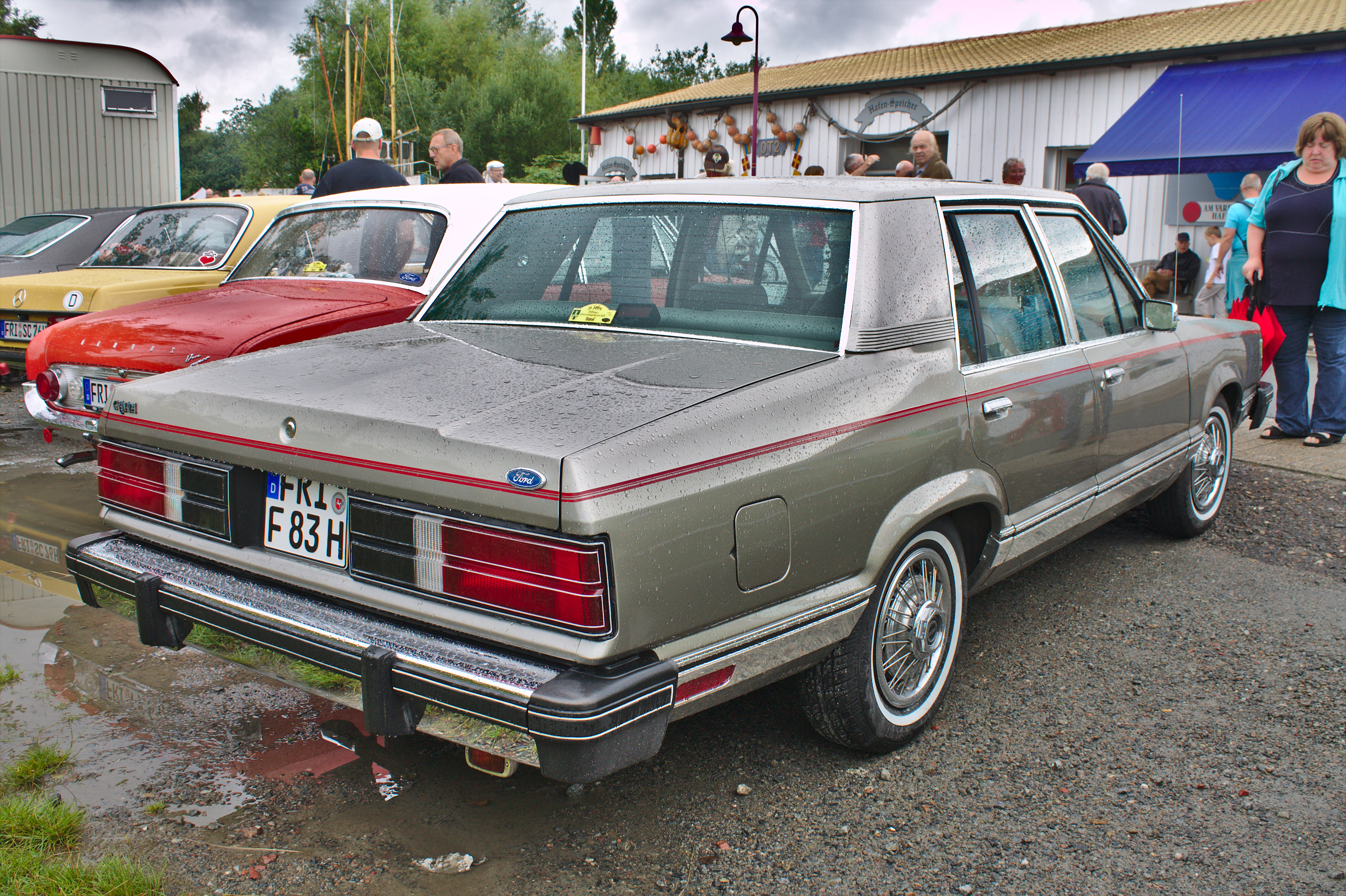
Ford Granada II - tył

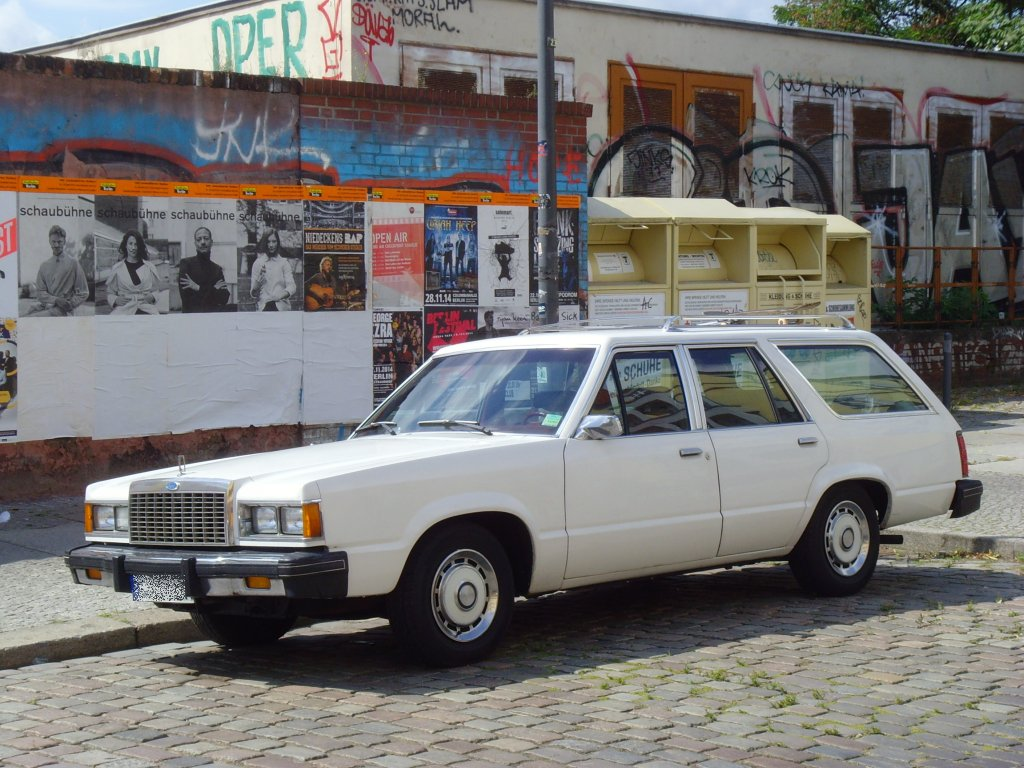
Ford Granada II Kombi

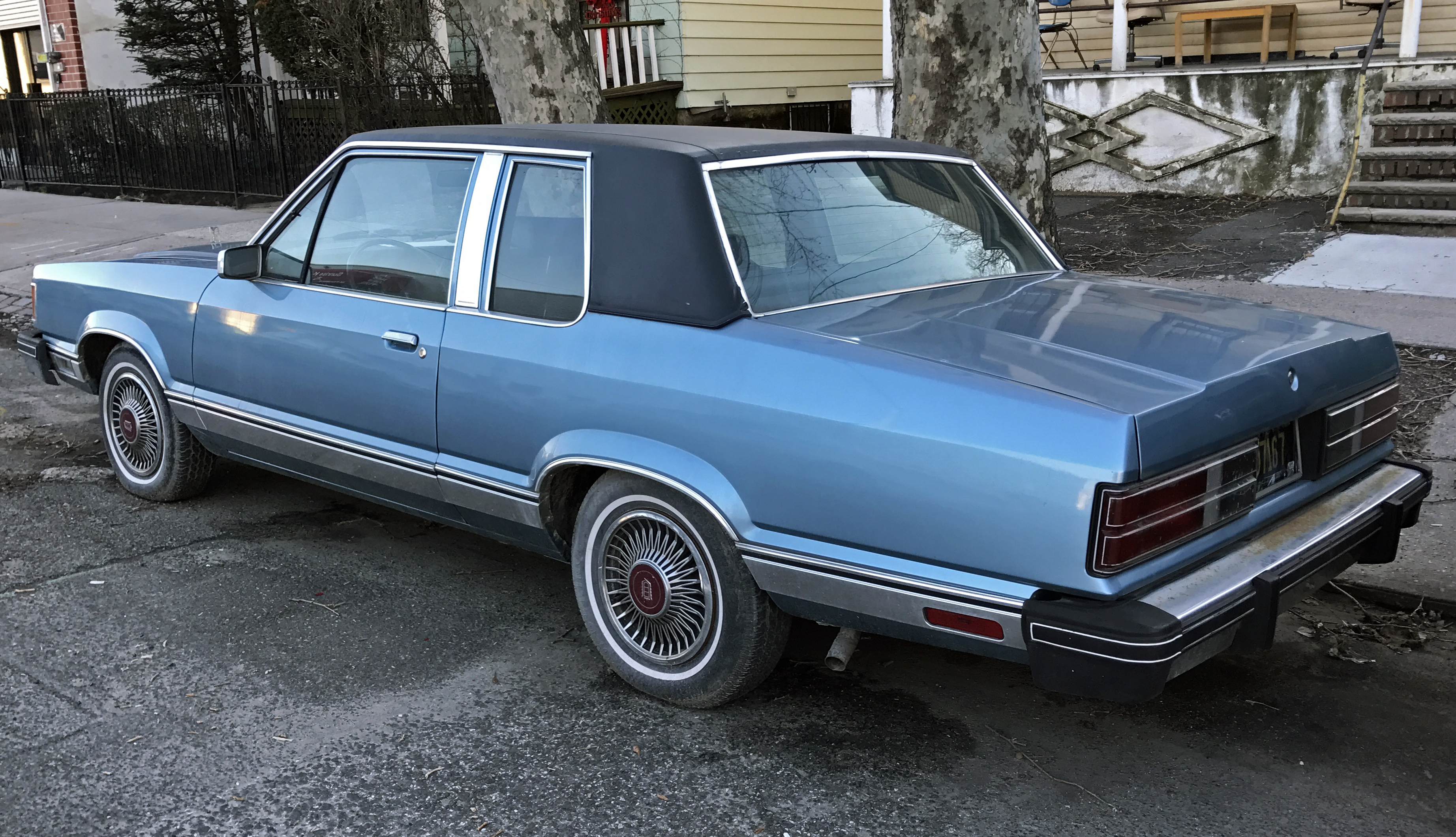
Ford Granada II Coupe

Ford Granada II został zaprezentowany po raz pierwszy w 1980 roku.
Na przełomie 1980 i 1981 roku Ford przedstawił drugą generację północnoamerykańskiej Granady. Samochód stał się nieznacznie mniejszy, a kształt nadwozia i wygląd detali przeszły ewolucyjny zakres zmian. Z tyłu pojawiły się większe, prostokątne lampy, az przodu zmieniło się rozmieszczenie reflektorów. Podobnie jak w przypadku poprzednika, pas przedni zdobiła duża, chromowana atrapa chłodnicy.
Gama nadwoziowa składała się z 4-drzwiowego sedana, a także 2-drzwiowego coupe. Ponadto, poszerzono ją o 5-drzwiowe kombi wyróżniające się najprzestronniejszym przedziałem transportowym. Produkcja amerykańskiego Forda Granady trwała do 1982 roku, po czym zastąpiła go czwarta generacja modelu LTD.

### Silniki
- L4 2.3l Lima
- L6 3.3l Thriftpower
- V6 3.8l Essex
- V8 4.2l Windsor